# 卡霍夫卡水壩
卡霍夫卡水壩（烏克蘭語：Каховське водосховище）是烏克蘭的一座水庫，位於第聶伯河下游，由赫爾松州、札波羅熱州和第聶伯羅彼得羅夫斯克州共管。作為卡霍夫卡水電站的蓄水庫，始建於1956年，長240公里、寬23公里，面積2,155平方公里，平均水深8.4米，最大水深36米，蓄水量18.2立方公里。
沿岸城市有札波羅熱、尼科波爾及卡霍夫卡等。
2023年6月6日上午，蓄水库大坝遭炸毀。目前烏克蘭和俄羅斯互相指責是對方所為。根據路透社報導，國際人權律師事務所「全球人權合規」派員到訪當地調查，表明「現有資訊的證據和分析 - 包括地震感測器和與頂級拆除專家的討論 - 表明破壞很可能是由位於大壩結構內關鍵點的預埋炸藥造成的」，並駁斥了災難性潰壩可能僅由管理不善造成的理論。由於自2022年1月24日烏克蘭戰爭爆發以來，大壩一直由俄羅斯控制，故此由俄方炸毀大壩的機會極高。